# Stackhousia minima
Stackhousia minima är en benvedsväxtart som beskrevs av Joseph Dalton Hooker. Stackhousia minima ingår i släktet Stackhousia och familjen Celastraceae. Inga underarter finns listade.